# Agullana
Agullana est une commune d'Espagne dans la communauté autonome de Catalogne, province de Gérone, de la comarque d'Alt Empordà.

## Géographie

### Localisation
Agullana est une commune frontalière avec la France, limitrophe avec la commune de Maureillas-las-Illas, située dans les Pyrénées-Orientales. La frontière est délimitée par les bornes et croix frontières 557 à 562.

### Communes limitrophes
Les communes limitrophes sont  Capmany, Darnius, La Jonquera, La Vajol et Maureillas-las-Illas.
| La Vajol | Maureillas-las-Illas (France) | La Jonquera |
| Darnius  | Agullana                      |             |
|          | Darnius                       | Capmany     |

### Géologie et relief
Agullana est à proximité du col de Manrella, qui a servi de passage lors de la Retirada en 1939. Ce col est accessible par la route GI-505 depuis la commune de La Vajol au sud, ou par une piste depuis Las Illas au nord. Bien que situé sur le territoire de la commune d'Agullana selon les cadastres français et espagnol, le col de Manrella présente la particularité d'être en fait situé uniquement sur le territoire français. On peut y voir la borne-frontière no 559.
D'autres cols sont frontaliers avec la France : le Collet de la Balma ou encore le Coll de Portells.

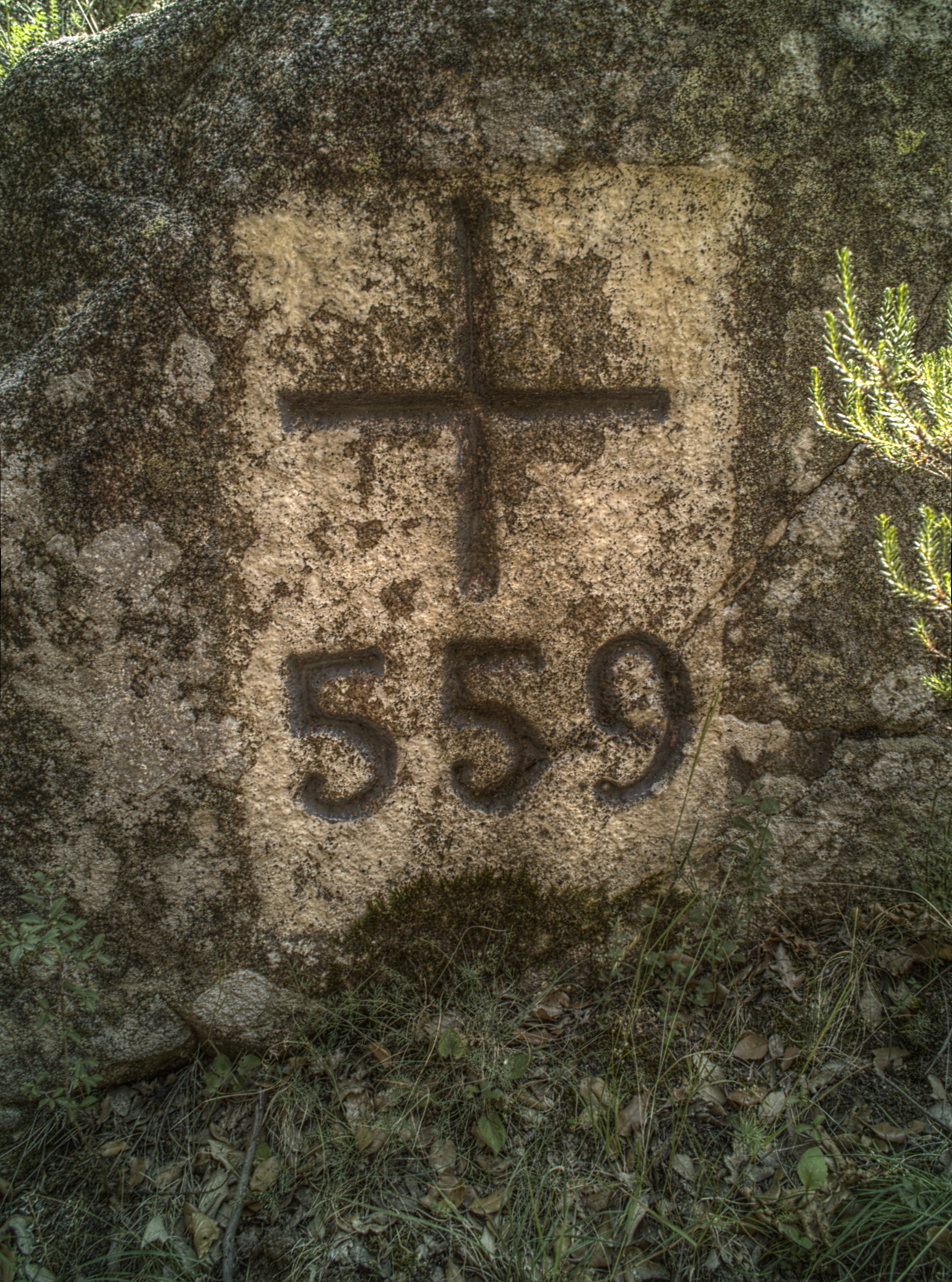
La borne-frontière no 559

## Histoire
Comme la plupart des communes frontalières avec la France, Agullana a été un point de passage, via le col de Manrella, de centaines de réfugiés lors de la Retirada en janvier et février 1939. Un monument, conçu par l'architecte S. Boix, a été érigé sur ce col en mémoire de Lluís Companys. Chaque année, depuis 1981, un hommage lui est rendu le dimanche le plus proche du 15 octobre.

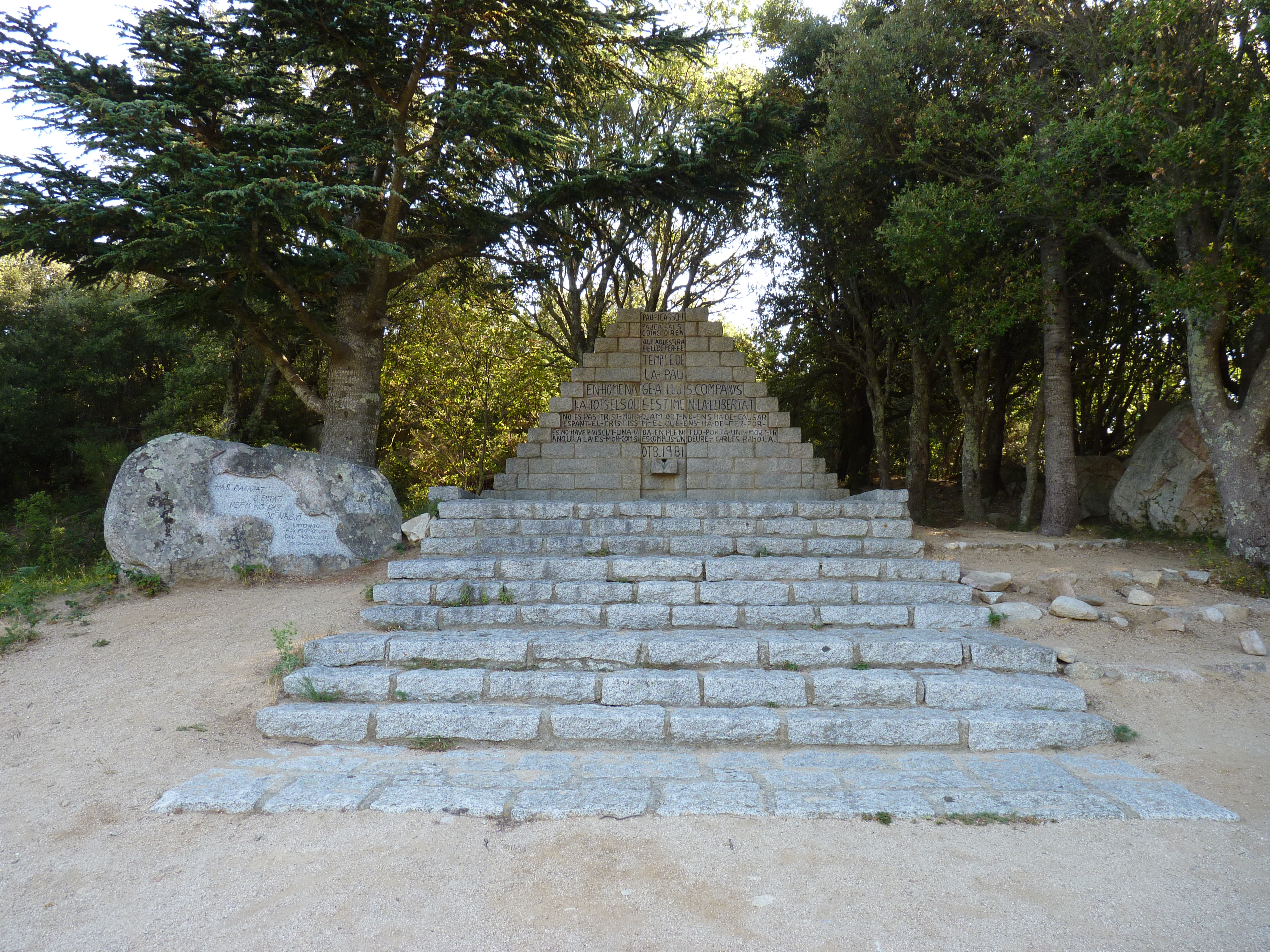
Monument érigé à la mémoire de Lluís Companys

## Population et société

### Démographie
| 1515 | 1553 | 1717 | 1787 | 1857 | 1877 | 1887 | 1900 | 1910 | 1920 |
| ---- | ---- | ---- | ---- | ---- | ---- | ---- | ---- | ---- | ---- |
| 26 f | 34 f | 337  | 443  | 1250 | 1564 | 1529 | 1641 | 1798 | 1456 |
| 1930 | 1940 | 1950 | 1960 | 1970 | 1981 | 1990 | 1992 | 1994 | 1996 |
| 1180 | 1062 | 859  | 897  | 824  | 688  | 711  | 670  | 675  | 619  |
| 1998 | 1999 | 2000 | 2001 | 2002 | 2003 | 2004 | 2005 | 2006 | 2007 |
| 622  | 624  | 655  | 666  | 672  | 723  | 746  | 759  | 756  | 753  |
| 2008 | 2009 | 2010 | 2011 |      |      |      |      |      |      |
| 806  | 812  | 840  | 839  |      |      |      |      |      |      |

## Culture locale et patrimoine

### Lieux et monuments
- Église Sainte-Marie d'Agullana ;
- Église Sainte-Marie de l'Estrada ;
- Église Sainte-Eugénie d'Agullana ;
- Le cimetière ;
- L'Asile Gomis ;
- Can Bec de Baix ;
- Can Parellada ;
- Mas Perxers ;
- Société la Concòrdia ;
- Menhir dels Palaus ;
- Menhir del Roc del Frare ;
- Dolmen de Rocalba.

### Personnalités liées à la commune
- Laureà Dalmau i Pla (ca) (1886-1969) : médecin et homme politique né à Agullana ;
- Joaquim Vicens Gironella (1911-1997) : sculpteur né à Agullana ;
- Joan Gich Bech de Careda (ca) (1925-1982) : homme d’affaires et homme politique né à Agullana.